# Messier 5

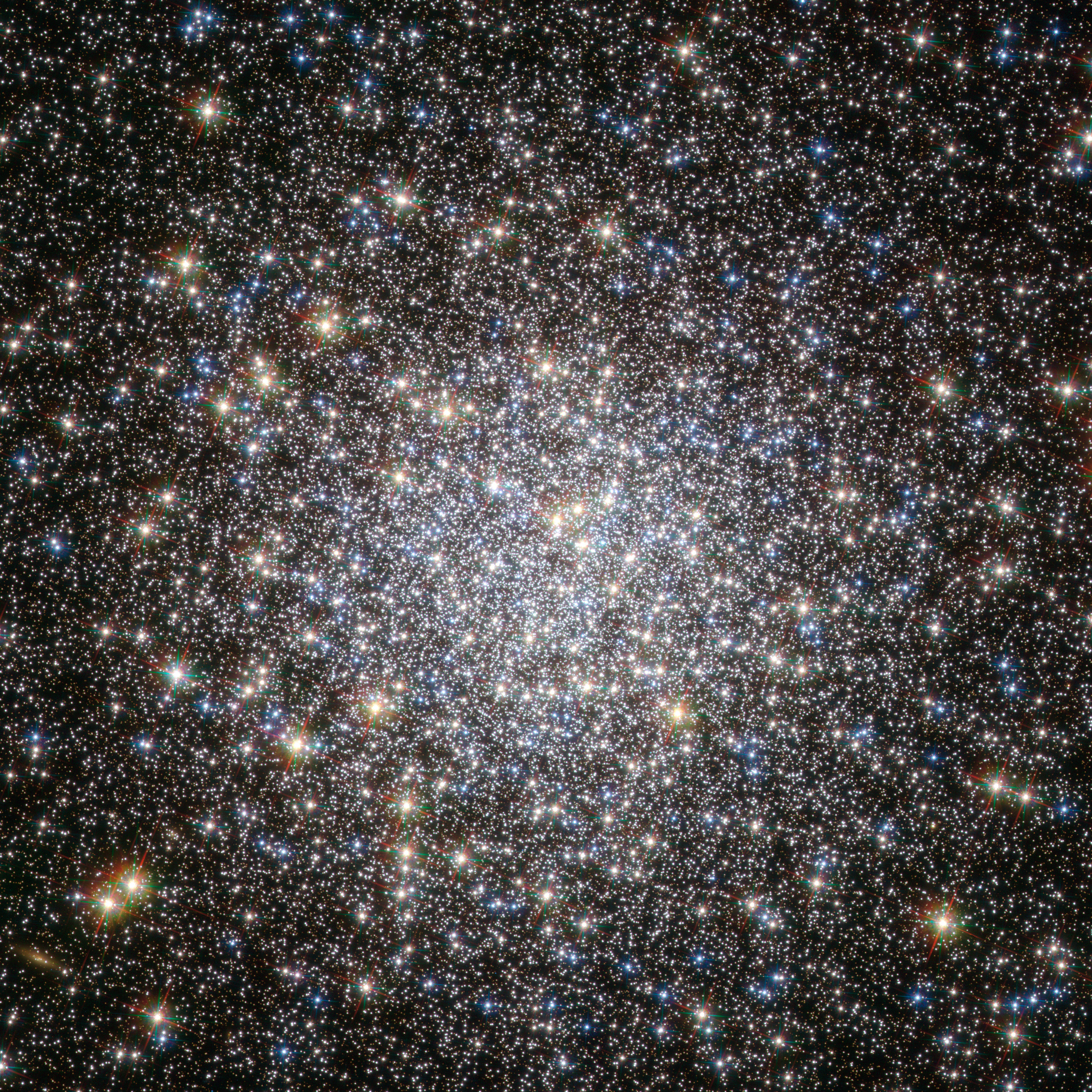
Het centrum van Messier 5

Messier 5 is een bolvormige sterrenhoop in het sterrenbeeld Slang (Serpens), in het deel Serpens Caput (Kop van de Slang).

## Ontdekking
M5 werd ontdekt door Gottfried Kirch in 1702 toen hij een komeet aan het waarnemen was. In 1764 nam Charles Messier de bolhoop waar en catalogiseerde het als nummer 5 in zijn beroemde lijst van komeetachtige objecten. Kirch noch Messier zagen individuele sterren in M5. De eerste die de sterrenhoop gedeeltelijk in sterren oploste was William Herschel.

## Wetenschappelijke gegevens
M5 is een enigszins ovale bolhoop en met een diameter van 165 lichtjaar een van de grotere bekende bolhopen. Het zwaartekrachtsveld van M5 overheerst dat van de Melkweg over een gebied van 200 lichtjaar van het centrum van de sterrenhoop. Sterren die zich buiten dit gebied bevinden worden door het zwaartekrachtsveld van de Melkweg losgetrokken van de invloed van M5.
Met een geschatte leeftijd van 13 miljard jaar is M5 ook een van de oudste bolhopen die rond ons sterrenstelsel heen draait. De afstand van de Zon tot M5 is berekend op zo'n 24 500 lichtjaar en de hoop bevat wellicht 500 000 sterren.

### Veranderlijke sterren
Van 105 sterren in M5 is bekend dat zij veranderlijk in helderheid zijn waarvan minstens 97 zg. RR Lyrae sterren zijn. RR Lyrae sterren zijn verwant aan Cepheïden en kunnen, doordat de relatie tussen hun lichtkracht en hun periode goed bekend is, gebruikt worden om afstanden te bepalen in het heelal. Een van de veranderlijke sterren is een dwergnova.

## Zichtbaarheid
Onder extreem goede omstandigheden is M5 net met het blote oog te zien. Met een grote verrekijker (7x50 of 10x50) of kleine telescoop is hij goed te zien als een vaag vlekje. Individuele sterren zijn te zien met een telescoop met een diameter van minimaal 10 cm.